# Apoteksreformen
Apoteksreformen genomfördes i Sverige år 2009 syftade till att avskaffa det statliga apoteksmonopolet. Syftet med reformen var att göra läkemedlen mer tillgängliga, förbättra utbudet av tjänster och servicen, samt sänka priserna på såväl receptbelagda som receptfria läkemedel. Apotek Hjärtat, Kronans Droghandel och Cura Apotek var några av de privatägda aktörer som köpte upp de apotek som lades ut till försäljning. Totalt skulle cirka 600 tidigare statligt ägda apotek säljas och därmed privatiseras.
Riksrevisionen kritiserade i sin granskning att dåvarande regering och ansåg att inte tillräcklig analys av konsekvenserna gjorts, med risk för "antingen höga kostnader för skattebetalarna eller låg grad av måluppfyllelse på en konkurrensutsatt marknad."
Antalet apotek ökade snart från drygt 900 apotek till över 1 200 stycken. Som ett resultat av detta fanns något år efter reformens genomförande ett apotek per 7 600 invånare, att jämföras med ett apotek per 10 000 invånare före reformen. Tillgängligheten i glesbygd var dock oförändrad, då 98% av nyöppnade apoteken var i tätorter större än 3 000 invånare.
I en rapport om bl.a. läkemedelsförsörning konstaterar Riksrevisionen att det åtagande Apoteket AB haft för läkemedelstillgång vid kris och höjd beredskap innan reformen inte ålagts någon annan aktör och att det antagande att aktörerna på den omreglerade marknaden skulle visa intresse av att fullgöra den uppgiften inte bekräftats. Att ingen aktör hade ansvar bidrog till att läkemedelsberedskapslagren inte kunde underhållas.